# Antonio Rómulo Costa
Antonio Rómulo Costa is een gemeente in de Venezolaanse staat Táchira. De gemeente telt 10.300 inwoners. De hoofdplaats is Las Mesas.